# Witness: The Tour
Witness: The Tour to czwarta trasa koncertowa amerykańskiej piosenkarki Katy Perry. Podczas trasy gwiazda odwiedziła Europę, Amerykę Północną, Amerykę Południową, Azję, Afrykę, Australię i Oceanię. Promuje ona czwarty album artystki - Witness (2017). Pierwszy koncert miał miejsce 19 września 2017 roku w Montreal, Kanada, w Centre Bell. Ostatni odbył się 21 sierpnia 2018 roku w Auckland w Nowej Zelandii w Spark Arena. Bilety na koncerty można było kupić na stronie artystki.

## Tło
15 maja 2017 roku wokalistka potwierdziła, że jej czwarty studyjny album, zwany Witness, będzie wydany w piątek 9 czerwca 2017 roku oraz że będzie promowała płytę wyruszając w trasę. Do kopii kupowanego albumu były dodawane też zakupione bilety. Każdy dolar z każdego biletu jest przekazywany dla Boys & Girls Clubs of America. Fani też mieli szansę na zdobycie darmowych biletów, żeby podjąć działanie, aby wspierać organizację Global Citizen.
Koncerty, na których grała wokalistka dookoła Ameryki i Kanady, zostały potwierdzone, jako pierwsza część trasy. Koncerty były grane od września 2017 roku, do lutego 2018 roku. Druga część trasy została potwierdzona 2 czerwca 2017 roku, obejmowała ona kraje Europy, koncerty były grane od maja do czerwca 2018 roku. Miesiąc później, 3 dodatkowe daty koncertów w Australii zostały dodane z powodu wielkiej popularności. Wcześniej, trasa miała się zacząć 7 września 2017 roku w Columbus. Perry 17 sierpnia 2017 roku ogłosiła na swoich social medias z problemów produkcyjnych, trasa zacznie się 19 września w Montrealu w arenie Centre Bell. Wokalistka potwierdziła też akty otwierające, którymi są Noah Cyrus, która grała od 19 września 2017 roku do 1 listopada 2017 roku, Purity Ring, którzy grali od 7 listopada 2017 roku do 20 grudnia 2017 roku, oraz Carly Rae Jepsen, która zagrała od 5 stycznia 2018 roku do 5 lutego 2018 roku.

## Setlista
INTRO: COSMOS
1. Witness
2. Roulette
3. Dark Horse
4. Chained To The Rhythm

PRZEJŚCIE: ACT MY AGE
1. Teenage Dream
2. Hot N' Cold
3. Last Friday Night
4. California Gurls
5. I Kissed A Girl

PRZEJŚCIE: CELESTIAL BODY
1. Deja Vu
2. Tsunami
3. E.T
4. Bon Appetit/What Have You Done For Me

PRZEJŚCIE: MIND MAZE
1. Thinking Of You / Wide Awake
2. Save As Draft / Into me you see
3. Power

PRZEJŚCIE: MOTORCYCLIST
1. Part Of Me
2. Swish Swish
3. Roar

ZAKOŃCZENIE
1. Firework

## Koncerty
| 19 września 2017     | Montreal            | Kanada            | Centre Bell                   | Noah Cyrus       |
| 21 września 2017     | Uncasville          | Stany Zjednoczone | Mohegan Sun Arena             | Noah Cyrus       |
| 22 września 2017     | Pittsburgh          | Stany Zjednoczone | PPG Paints Arena              | Noah Cyrus       |
| 24 września 2017     | Columbus            | Stany Zjednoczone | Schottenstein Center          | Noah Cyrus       |
| 25 września 2017     | Waszyngton          | Stany Zjednoczone | Verizon Center                | Noah Cyrus       |
| 27 września 2017     | Charlotte           | Stany Zjednoczone | Spectrum Center               | Noah Cyrus       |
| 29 września 2017     | Boston              | Stany Zjednoczone | TD Garden                     | Noah Cyrus       |
| 30 września 2017     | Boston              | Stany Zjednoczone | TD Garden                     | Noah Cyrus       |
| 2 października 2017  | Nowy Jork           | Stany Zjednoczone | Madison Square Garden         | Noah Cyrus       |
| 6 października 2017  | Nowy Jork           | Stany Zjednoczone | Madison Square Garden         | Noah Cyrus       |
| 8 października 2017  | Newark              | Stany Zjednoczone | Prudential Center             | Noah Cyrus       |
| 9 października 2017  | Quebec City, Kanada | Stany Zjednoczone | Videotron Centre              | Noah Cyrus       |
| 11 października 2017 | Brooklyn            | Stany Zjednoczone | Barclays Center               | Noah Cyrus       |
| 16 października 2017 | Louisville          | Stany Zjednoczone | KFC Yum! Center               | Noah Cyrus       |
| 18 października 2017 | Nashville           | Stany Zjednoczone | Bridgestone Arena             | Noah Cyrus       |
| 22 października 2017 | St. Louis           | Stany Zjednoczone | Scottrade Center              | Noah Cyrus       |
| 24 października 2017 | Chicago             | Stany Zjednoczone | United Center                 | Noah Cyrus       |
| 25 października 2017 | Chicago             | Stany Zjednoczone | United Center                 | Noah Cyrus       |
| 27 października 2017 | Kansas City         | Stany Zjednoczone | Sprint Center                 | Noah Cyrus       |
| 7 listopada 2017     | Los Angeles         | Stany Zjednoczone | Staples Center                | Purity Ring      |
| 8 listopada 2017     | Los Angeles         | Stany Zjednoczone | Staples Center                | Purity Ring      |
| 10 listopada 2017    | Los Angeles         | Stany Zjednoczone | Staples Center                | Purity Ring      |
| 14 listopada 2017    | San Jose            | Stany Zjednoczone | SAP Center                    | Purity Ring      |
| 25 listopada 2017    | Salt Lake City      | Stany Zjednoczone | Vivint Smart Home Arena       | Purity Ring      |
| 26 listopada 2017    | Denver              | Stany Zjednoczone | Pepsi Center                  | Purity Ring      |
| 28 listopada 2017    | Omaha               | Stany Zjednoczone | CenturyLink Center Omaha      | Purity Ring      |
| 29 listopada 2017    | Tulsa               | Stany Zjednoczone | BOK Center                    | Purity Ring      |
| 1 grudnia 2017       | Saint Paul          | Stany Zjednoczone | Xcel Energy Center            | Purity Ring      |
| 2 grudnia 2017       | Des Moines          | Stany Zjednoczone | Wells Fargo Arena             | Purity Ring      |
| 4 grudnia 2017       | Milwaukee           | Stany Zjednoczone | BMO Harris Bradley Center     | Purity Ring      |
| 6 grudnia 2017       | Detroit             | Stany Zjednoczone | Little Caesars Arena          | Purity Ring      |
| 7 grudnia 2017       | Grand Rapids        | Stany Zjednoczone | Van Andel Arena               | Purity Ring      |
| 9 grudnia 2017       | Indianapolis        | Stany Zjednoczone | Bankers Life Fieldhouse       | Purity Ring      |
| 10 grudnia 2017      | Cleveland           | Stany Zjednoczone | Quicken Loans Arena           | Purity Ring      |
| 12 grudnia 2017      | Atlanta             | Stany Zjednoczone | Philips Arena                 | Purity Ring      |
| 15 grudnia 2017      | Tampa               | Stany Zjednoczone | Amalie Arena                  | Purity Ring      |
| 17 grudnia 2017      | Orlando             | Stany Zjednoczone | Amway Center                  | Purity Ring      |
| 20 grudnia 2017      | Miami               | Stany Zjednoczone | American Airlines Arena       | Purity Ring      |
| 5 stycznia 2018      | Nowy Orlean         | Stany Zjednoczone | Smoothie King Center          | Carly Rae Jepsen |
| 7 stycznia 2018      | Houston             | Stany Zjednoczone | Toyota Center                 | Carly Rae Jepsen |
| 10 stycznia 2018     | San Antonio         | Stany Zjednoczone | AT&T Center                   | Carly Rae Jepsen |
| 12 stycznia 2017     | North Little Rock   | Stany Zjednoczone | Verizon Arena                 | Carly Rae Jepsen |
| 14 stycznia 2018     | Dallas              | Stany Zjednoczone | American Airlines Center      | Carly Rae Jepsen |
| 19 stycznia 2018     | Glendale            | Stany Zjednoczone | Gila River Arena              | Carly Rae Jepsen |
| 20 stycznia 2018     | Las Vegas           | Stany Zjednoczone | T-Mobile Arena                | Carly Rae Jepsen |
| 31 stycznia 2018     | Sacramento          | Stany Zjednoczone | Golden 1 Center               | Carly Rae Jepsen |
| 2 lutego 2018        | Portland            | Stany Zjednoczone | Moda Center                   | Carly Rae Jepsen |
| 3 lutego 2018        | Tacoma              | Stany Zjednoczone | Tacoma Dome                   | Carly Rae Jepsen |
| 5 lutego 2018        | Vancouver           | Kanada            | Rogers Arena                  | Carly Rae Jepsen |
| Część 2 — Europa     |                     |                   |                               |                  |
| 23 maja 2018         | Kolonia             | Niemcy            | Lanxess Arena                 | —                |
| 24 maja 2018         | Antwerpia           | Belgia            | Sportpaleis                   | —                |
| 26 maja 2018         | Amsterdam           | Holandia          | Ziggo Dome                    | —                |
| 27 maja 2018         | Amsterdam           | Holandia          | Ziggo Dome                    | —                |
| 29 maja 2018         | Paryż               | Francja           | AccorHotels Arena             | —                |
| 30 maja 2018         | Paryż               | Francja           | AccorHotels Arena             | —                |
| 1 czerwca 2018       | Zurych              | Szwajcaria        | Hallenstadion                 | —                |
| 2 czerwca 2018       | Bolonia             | Włochy            | Unipol Arena                  | —                |
| 4 czerwca 2018       | Wiedeń              | Austria           | Wiener Stadthalle             | —                |
| 6 czerwca 2018       | Berlin              | Niemcy            | Mercedes-Benz Arena           | —                |
| 8 czerwca 2018       | Kopenhaga           | Dania             | Royal Arena                   | —                |
| 10 czerwca 2018      | Sztokholm           | Szwecja           | Ericsson Globe                | —                |
| 14 czerwca 2018      | Londyn              | Wielka Brytania   | The O2 Arena                  | —                |
| 15 czerwca 2018      | Londyn              | Wielka Brytania   | The O2 Arena                  | —                |
| 18 czerwca 2018      | Birmingham          | Wielka Brytania   | Barclaycard Arena             | —                |
| 19 czerwca 2018      | Sheffield           | Wielka Brytania   | Sheffield Arena               | —                |
| 21 czerwca 2018      | Liverpool           | Wielka Brytania   | Echo Arena                    | —                |
| 22 czerwca 2018      | Manchester          | Wielka Brytania   | Manchester Arena              | —                |
| 24 czerwca 2018      | Glasgow             | Szkocja           | SSE Hydro                     | —                |
|                      |                     |                   |                               |                  |
| Część 3 — Australia  |                     |                   |                               |                  |
| 24 lipca 2018        | Perth               | Australia         | Perth Arena                   | —                |
| 25 lipca 2018        | Perth               | Australia         | Perth Arena                   | —                |
| 30 lipca 2018        | Adelaide            | Australia         | Adelaide Entertainment Centre | —                |
| 31 lipca 2018        | Adelaide            | Australia         | Adelaide Entertainment Centre | —                |
| 2 sierpnia 2018      | Melbourne           | Australia         | Rod Laver Arena               | —                |
| 3 sierpnia 2018      | Melbourne           | Australia         | Rod Laver Arena               | —                |
| 5 sierpnia 2018      | Melbourne           | Australia         | Rod Laver Arena               | —                |
| 8 sierpnia 2018      | Brisbane            | Australia         | Brisbane Entertainment Centre | —                |
| 10 sierpnia 2018     | Brisbane            | Australia         | Brisbane Entertainment Centre | —                |
| 13 sierpnia 2018     | Sydney              | Australia         | Qudos Bank Arena              | —                |
| 14 sierpnia 2018     | Sydney              | Australia         | Qudos Bank Arena              | —                |
| 16 sierpnia 2018     | Sydney              | Australia         | Qudos Bank Arena              | —                |

, 
,